# 森泉
森 泉（もり いずみ、1982年〈昭和57年〉10月18日 - ）は、日本のファッションモデル、タレントである。東京都港区出身。オスカープロモーション（2020年10月17日まで）を経て、株式会社ウォークゼロに所属。

## 来歴

### 生い立ち
父方の祖父は元陸軍主計少佐でハナヱモリグループ会長を務めた森賢。父方の祖母はファッションデザイナーの森英恵。父親は株式会社ハナヱモリ元社長の森顕、母親はイタリア系アメリカ人の元ファッションモデルの森パメラ（パメラ・アン・ハリス）である。
5人兄弟の3番目で長女。長兄はMエンターティメント社長の森研、次兄はファッションデザイナーの森勉。妹は元モデルでファッションプロデューサーの森雪とモデルの森星。
松濤幼稚園、慶應義塾幼稚舎、慶應義塾中等部からクラーク記念国際高校を経て、米国の高校兼ボーディングスクールであるパットニースクール（The Putney School、バーモント州ウィンダム郡）へ留学した。

### 芸能活動
2002年、19歳でモデルデビュー。日本ファッションエディターズクラブ主宰の第48回 FCEモデル・オブ・ザ・イヤーを受賞したカリスマモデルとして、パリ・コレクションに出演。
2005年から『おしゃれイズム』にアシスタントとして出演。以降、ファッションモデルとしての活動だけでなくタレントとしても活動している。2006年7月に日本テレビ系「59番目のプロポーズ」で女優デビュー。
2008年に、『ぐるぐるナインティナイン』の人気コーナー「グルメチキンレース・ゴチになります!9」にて降板した井上和香に代わり新メンバーとして加入。
2018年3月31日、40代の自営業の一般男性との結婚と妊娠5カ月であることをFAXで発表した。6月19日、第1子女児出産を報告。
2020年10月17日付けで所属事務所のオスカープロモーションを退社。同20日、株式会社ウォークゼロへの移籍を報告。

## 人物・エピソード
特技は英会話、デザイン。趣味はペットの話をすること、乗馬。モデルをする前に短期間だけコーヒーショップの店員、歯科助手のアルバイトをしていた。
芸能界きっての動物好きを自称しており、私生活では多くの動物を飼っている。さらに、動物を題材に扱った番組に多く出演している。
また、幼い頃から得意科目が図工で、現在も東急ハンズに毎日通うほど日曜大工に傾倒している。2010年には、自ら幾度も不動産屋に足を運んでペットを飼育するための物件を探し、千葉県南房総に格安の別荘を購入した。やや老朽化の目立つ物件で外観も中身もボロボロであったが、週末を利用してほとんど1人でリフォームを行った。数々のバラエティ番組でも、DIYの腕を披露している。ユンボの運転免許を取得している。
タメ口を使用することが多い。敬語を使わない理由について、「本物のセレブは敬語くらいで怒る人はいないから」「（会話は）英語。そもそも英語に敬語はないから」と語っている。
『おしゃれイズム』に起用された理由について、番組プロデューサーは「フレッシュな女性を探していて他の番組に色が付いていなくて初MCみたいな方を探していた。良い方がいなくてその時に初めて森英恵さんの孫で良い方がいると聞いて1回会ってみようと会議室をとって、森泉が部屋に入ってきた時パッと部屋の雰囲気が明るくなってオーラを放っていた。話してみても気さくで天性の良いものを持っていると即決でこの子でいいんじゃないかとスタッフの中でなった」と語っている。

## 出演

### 雑誌
- MISS（世界文化社）
- 25ans（ハースト婦人画報社）
- ef（主婦の友社）
- CanCam（小学館）

### テレビ
現在
- 今夜はナゾトレ（フジテレビ） - 不定期出演

過去
- pooh!（TBS系）
- おもいッきりイイ!!テレビ（日本テレビ系） - 火曜レギュラー
- おもいッきりDON!（日本テレビ系） - 火曜レギュラー
- ぐるぐるナインティナイン「グルメチキンレース・ゴチになります!」（日本テレビ系）- コーナーレギュラー
- DON!（日本テレビ系） - 火曜レギュラー
- 夢!どうぶつ大図鑑 （TBS系）
- 世界の村で発見!こんなところに日本人（テレビ朝日系） - パネラー
- バイキング（2014年4月2日 - 2018年3月28日、フジテレビ） - 水曜日レギュラー[14]
- 1番だけが知っている（2018年10月22日 - 2020年3月9日、TBS） - 司会
- 天才!志村どうぶつ園（日本テレビ） - 準レギュラー
- 幸せ!ボンビーガール（日本テレビ）
- おしゃれイズム（日本テレビ系）- 司会

### テレビドラマ
- 59番目のプロポーズ（日本テレビ系、2006年7月11日） - 小泉あや 役

### 映画
- Happyダーツ（2008年公開）  - 八王子里美 役

### PV
- Jazztronik - Love Tribe

### CM
- 資生堂社、製品パーフェクトホイップ、TSUBAKI夏編（荒川静香、黒木メイサらと共演）
- 明治乳業社、製品VAAM
- ミキモト
- スズキ社、製品シボレー・クルーズ/シボレー・MW
- PIZZA-LA
- サッポロ飲料社、製品オーシャンスプレー クランベリー（2007年）
- ソニー社、製品VAIO/VAIO type T プライベートジェット篇 （2008年）
- キャセイパシフィック航空（香港観光協会）
- 森永乳業 リプトン
- 佐藤製薬 アセスE（2008年-2010年）

## 受賞歴
| 受賞一覧 | 受賞一覧                                                            |
| 年       | 賞                                                                  |
| -------- | ------------------------------------------------------------------- |
| 2005年   | - 第48回 FEC AWARD MODEL OF THE YEAR - Heart Line Project Award部門 |
| 2006年   | - 世界らん展「オーキッド・クィーン」                                |
| 2008年   | - 第2回 日本メイクアップ大賞                                        |